# Isola Čërnyj
L'isola Čërnyj (in russo Остров Чёрный, ostrov Čërnyj, in italiano "isola nera") è un'isola russa che fa parte dell'arcipelago di Severnaja Zemlja ed è bagnata dal mare di Kara.
Amministrativamente fa parte del distretto di Tajmyr del Territorio di Krasnojarsk, nel Distretto Federale Siberiano.

## Geografia
L'isola è situata nella parte centrale dello stretto dell'Armata Rossa (пролив Красной Армии, proliv Krasnoj Armii), 100 m a est della penisola Gusinyj (полуостров Гусиный, poluostrov Gusinyj) sull'isola della Rivoluzione d'Ottobre, nella baia Skvoznaja (бухтa Сквозная, buchta Skvoznaja). 4 km più a nord si trova l'isola Komsomolec e a sud-ovest si apre la baia Pjatnistaja (бухта Пятнистая, buchta Pjatnistaja).
Ha una forma ovale che si estende in direzione nord-sud, con una lunghezza massima di 1,2 km e una larghezza di poco inferiore a 1 km. L'isola non possiede rilievi degni di nota, solo un basso rialzo roccioso nella parte centrale. La costa settentrionale è scoscesa.
A sud-ovest, nella baia Skvoznaja, si trovano due piccole isole senza nome.

## Isole adiacenti
- Isola Otkrytyj (остров Открытый, ostrova Otkrytyj), a ovest, oltre la penisola Gusinyj.